# Mohammed Abdul Karim
Vous lisez un « bon article » labellisé en 2017.
Pour les articles homonymes, voir Karim.
Mohammed Abdul Karim (en ourdou : حافظ محمد عبد الكريم), né en 1863 à Lalitpur en Inde britannique et mort en avril 1909 près d'Agra en Inde, connu comme « le Munshi », est un employé musulman indien de la reine Victoria, qui conquiert l'affection de la souveraine au cours des quinze dernières années de son règne.
Karim est né près de Jhansi, d'un père travaillant pour l'hôpital de la ville. En 1887, année du jubilé d'or de la reine, c'est l'un des deux Indiens choisis pour devenir ses serviteurs. Victoria en vient à lui porter un grand intérêt et elle lui donne le titre de « Munshi (en)», terme hindi-ourdou souvent traduit par « commis » ou « enseignant ». Elle le nomme son secrétaire indien, le couvre d'honneurs et lui obtient la concession d'un domaine en Inde.
L'étroite relation entre Karim et la reine conduit à des frictions au sein de la Cour, parmi les membres qui se considèrent supérieurs à lui. La reine insiste pour que Karim soit présent avec elle pendant ses voyages, ce qui cause des disputes entre elle et ses serviteurs. Après la mort de Victoria, en 1901, son successeur, Édouard VII, renvoie Karim en Inde et ordonne la confiscation et la destruction de sa correspondance avec Victoria. Karim vit ensuite tranquillement près d'Agra, sur la propriété que Victoria lui a fait attribuer, jusqu'à sa mort à l'âge de 46 ans.

## Biographie

### Jeunesse
Karim est né dans une famille musulmane à Lalitpur près de Jhansi, en 1863, en Inde britannique. Son père, Haji Mohammed Waziruddin, travaille comme assistant à l'hôpital de la ville où stationne le Central India Horse, un régiment de cavalerie britannique. Karim a un frère aîné, Abdul Aziz, et quatre sœurs plus jeunes. Il apprend le persan et l'ourdou et, adolescent, voyage à travers le Nord de l'Inde et l'Afghanistan. Le père de Karim participe à la bataille de Kandahar, qui met fin à la seconde guerre anglo-afghane, le 1er septembre 1880. Après la guerre, le père de Karim est affecté à un poste civil à la prison centrale d'Agra, tandis que Karim travaille comme vakil (« agent » ou « représentant ») pour le Nawab de Jawara à l'Agence d'Agar. Au bout de trois ans, Karim démissionne et déménage à Agra, où il devient secrétaire à la prison. Son père a arrangé un mariage entre Karim et la sœur d'un collègue.
Les prisonniers de la prison d'Agra sont formés puis employés comme tisseurs de tapis dans le cadre de leur réhabilitation. En 1886, 34 condamnés se rendent à Londres afin de montrer leur travail à l'Exposition coloniale et indienne de South Kensington. Karim n'accompagne pas les prisonniers, mais a aidé le surintendant de la prison, John Tyler, à organiser le voyage, aidant à sélectionner tapis et tisserands. Lorsque la reine Victoria visite l'exposition, Tyler lui offre deux bracelets en or, choisis avec l'aide de Karim. La reine manifeste un intérêt de longue date pour ses territoires indiens et veut employer quelques fonctionnaires indiens pour son jubilé. Elle demande à Tyler de lui recruter deux agents qui seraient employés pour un an. Karim est formé rapidement aux manières britanniques et à la langue anglaise avant d'être envoyé en Angleterre, avec Mohamed Buksh. Le Major-général Thomas Dennehy, qui allait être nommé à la maison royale, a déjà employé Buksh comme serviteur. Il est prévu que les deux hommes serviraient d'abord à table, avant d'apprendre à faire d'autres tâches.

### Au service de la reine

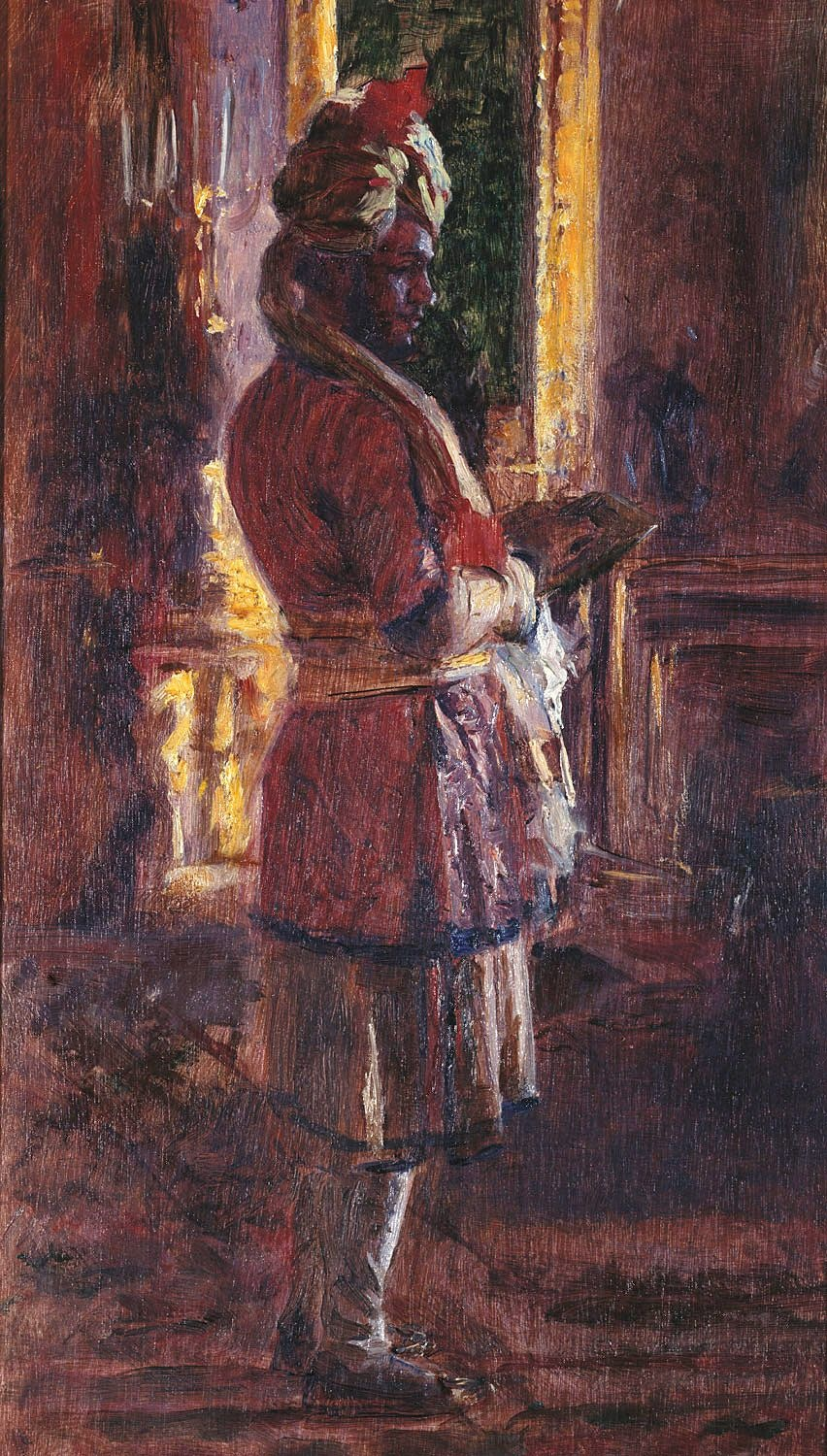
Le Munshi Abdul Karim, tableau de Laurits Tuxen peint sur commande de la reine Victoria, 1887.

Après un voyage en train d'Agra à Bombay et en bateau vers l'Angleterre, Karim et Buksh arrivent au château de Windsor en juin 1887. Ils sont mis à la disposition du major-général Dennehy et servent le petit-déjeuner à la reine pour la première fois à Frogmore House à Windsor le 23 juin 1887. La reine décrit Karim dans son journal de la journée : « L'autre, beaucoup plus jeune, est beaucoup plus clair de peau [que Buksh], grand, et avec un beau visage sérieux. Son père est médecin autochtone à Agra. Ils ont tous les deux embrassé mes pieds… »
Cinq jours plus tard, la reine note : « Maintenant, les Indiens me servent tous les jours et le font bien et sans bruit ». Le 3 août, elle écrit : « J'apprends quelques mots d'hindoustani pour parler à mes serviteurs. Cela m'est d'un grand intérêt à la fois pour la langue et les gens, car je n'étais naturellement jamais réellement entrée en contact avec eux auparavant ». Le 20 août, elle mange un « excellent curry » fait par l'un des serviteurs. À partir du 30 août Karim lui apprend l'ourdou, qu'elle utilise lors d'une audience en décembre pour accueillir la Maharani Chimnabai de Baroda.
Victoria éprouve une grande sympathie pour Karim et ordonne qu'on lui donne une formation supplémentaire en langue anglaise. En février 1888, il avait « appris l'anglais à merveille », selon Victoria. Il se plaint alors à la reine que, alors qu'il était clerc en Inde, il se retrouve à travailler comme serveur, ce qui, à ses yeux, est une déchéance,. Celle-ci le promeut alors au poste de « Munshi », en août 1888. Les photographies le montrant servant à table sont détruites, et il devient le premier secrétaire personnel indien de la reine. Buksh reste au service de la reine, mais seulement comme serviteur ou khidmatgar, jusqu'à sa mort à Windsor en 1899.
Selon le biographe de Karim, Sushila Anand, les lettres de la reine témoignent du fait que « ses entretiens avec le Munshi ont été largement philosophiques, politiques et pratiques. Aussi bien la tête que le cœur parlaient. Il ne fait aucun doute que la reine trouvait dans Abdul Karim une connexion avec un monde exotique qui la fascinait, et un confident qui ne l'abreuvait pas de la ligne officielle ». Karim devient responsable des autres employés de maison indiens et de leurs payes. Victoria en fait l'éloge dans ses lettres et son journal. « Je lui suis très attachée », écrit-elle en novembre 1888, « il est si bon, si doux. Il comprend tout ce que je veux. C'est un réel confort pour moi ». Elle admire « son secrétaire personnel indien et Munshi, qui est un excellent, intelligent, très pieux et raffiné gentilhomme », qui dit : « « Dieu me l'a ordonné … les ordres de Dieu m'obligent implicitement à obéir ! » Une telle foi et conscience nous offrent un grand modèle. » Au château de Balmoral, la résidence écossaise de la reine, Karim se voit attribuer le logement précédemment occupé par John Brown, un serviteur et favori de la reine mort en 1883. Malgré le sérieux et la dignité que Karim présente au monde extérieur, la reine écrit : « Il est très sympathique et gai avec les servantes, riant et blaguant même avec elles maintenant, et les invitant à venir voir toutes ses belles choses et leur offrant à manger ses gâteaux aux fruits ».

### L'hostilité de la Cour
En novembre 1888, Karim obtient quatre mois de congés pour retourner en Inde, période pendant laquelle il rend visite à son père. Il écrit à la reine que ce dernier, qui doit prendre sa retraite, souhaite avoir une pension et que son ancien patron, John Tyler, cherche à obtenir une promotion. En conséquence, au premier semestre 1889, Victoria écrit au vice-roi des Indes, Lord Lansdowne, pour lui demander de faire obtenir une retraite à Waziruddin et une promotion à Tyler. Le vice-roi est réticent car Waziruddin a dit au gouverneur local, sir Auckland Colvin, qu'il ne désire que de la gratitude et que Tyler a une réputation d'indélicatesse et de mauvaise humeur remarquables,.
La promotion rapide de Karim commence à créer de la jalousie et du mécontentement parmi les membres de la Maison royale, qui n'auraient normalement jamais dû se mêler socialement avec des Indiens de rang inférieur à celui de prince. Comme ils ne sont pas disposés à accueillir Karim, un Indien du peuple, parmi eux, la reine les force à l'accepter. Karim, pour sa part, s'attend à être traité comme leur égal. Lorsque le prince de Galles (le futur Édouard VII), organise un spectacle pour sa mère à son domicile de Sandringham le 26 avril 1889, Karim constate qu'on lui a attribué une place avec les domestiques. Se sentant insulté, il se retire dans sa chambre. La reine prend son parti, affirmant qu'il aurait dû être assis avec la Cour. Quand elle assiste aux jeux de Braemar, en 1890, son fils, le prince Arthur, duc de Connaught et Strathearn, s'approche du secrétaire privé de la reine, sir Henry Ponsonby, pour s'indigner de voir le Munshi parmi la noblesse. Ponsonby explique qu'il a agi ainsi « par ordre de la reine », et que le duc devrait approcher la souveraine à ce sujet. « Cela a mis fin à l'affaire », note Ponsonby.
La biographe de la reine, Carolly Erickson, résume ainsi la situation :

« La progression rapide et l'arrogance du Munshi auraient inévitablement conduit à son impopularité, mais sa race a fait que tous les ressentiments ont été amplifiés contre lui. Le racisme est un fléau de l'époque, il va de pair avec la croyance en la pertinence de la domination mondiale de la Grande-Bretagne. Qu'un Indien à peau foncée soit mis presque au même niveau que des fonctionnaires blancs était intolérable, qu'il puisse manger à la même table qu'eux, partager leur vie quotidienne avec lui était considéré comme un outrage.
Pourtant, la reine était déterminée à imposer l'harmonie à la Cour. Le racisme lui était intolérable et ce « cher bon Munshi » ne méritait que respect. »

Lorsque des plaintes contre Karim sont portées à la connaissance de la reine, elle refuse de croire ces propos. Elle ne tient pas compte des remarques qu'on lui fait sur son comportement, considère les accusations de sa Cour et de son personnel comme « très méchantes ». En juin 1889, le beau-frère de Karim, Hourmet Ali, vend une broche appartenant à Victoria à un bijoutier de Windsor. La reine accepte l'explication de Karim lui disant qu'Ali a trouvé la broche et qu'il est de coutume en Inde de garder ce que l'on trouve, alors que le reste de la maisonnée croit qu'Ali l'a volée. En juillet, Karim se voit attribuer la chambre précédemment occupée par le Dr (plus tard Sir) James Reid, médecin de la reine, ainsi qu'un salon privé.

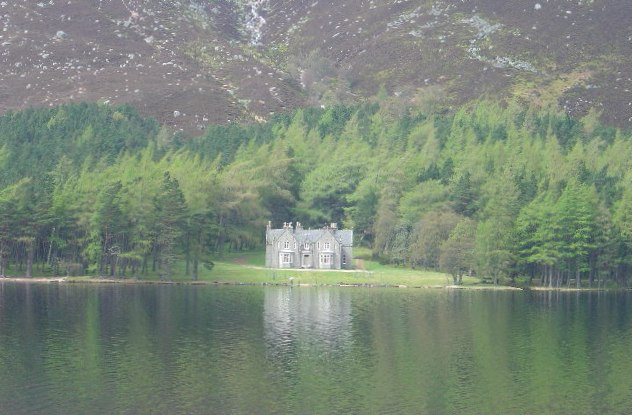
Glass-allt-Shiel : une maison isolée dans le domaine royal de Balmoral.

La reine, influencée par le Munshi, continue d'écrire à Lord Lansdowne non seulement pour obtenir la promotion de Tyler, mais aussi pour évoquer l'administration de l'Inde. Elle exprime ainsi des réserves sur l'introduction de conseils élus prétextant que les musulmans n'obtiendront pas beaucoup de sièges, car ils sont minoritaires, et insiste pour que les dates des fêtes hindoues soient déplacées pour ne pas entrer en conflit avec celles des fêtes musulmanes. Lansdowne refuse de suivre cette dernière suggestion car il la juge potentiellement source de conflits, mais il nomme Tyler inspecteur général intérimaire des prisons en septembre 1889.
À la surprise de toute la Cour, lors d'un séjour de Victoria dans son domaine de Balmoral en septembre 1889, elle passe une nuit avec Karim dans une maison isolée de sa propriété, Glas-allt-Shiel (en), sur la rive du Loch Muick. Victoria s'y rendait souvent avec Brown et, après sa mort, a pourtant juré de ne plus jamais y séjourner. Au début de 1890, Karim tombe malade et présente un furoncle suppurant au niveau du cou. Victoria informe Reid, son médecin, qu'elle veut l'aider à soigner Karim. Elle lui fait part par écrit de son angoisse et explique qu'elle se sent responsable du bien-être de ses serviteurs indiens car ils se sentent si loin de leur propre terre. Reid opère le Munshi, incise et évacue l'abcès, ce qui permet à Karim de récupérer. Reid écrit le 1er mars 1890 que la reine « rendait visite à Abdul deux fois par jour, pour prendre des leçons d'hindoustani, signer son courrier, examiner son cou, taper ses oreillers, etc. ».

### Attribution de terres et problèmes familiaux
En 1890, la reine fait exécuter un portrait de Karim par le peintre Heinrich von Angeli. Selon la reine, von Angeli a tenu à exécuter l’œuvre comme il ne l'avait jamais peint pour un Indien auparavant et « fut très frappé par son beau visage et sa coloration ». Le 11 juillet 1890, elle écrit à Lansdowne, et au secrétaire d'État pour l'Inde, Lord Cross, pour « obtenir une concession de terre à son très exemplaire et inexpérimenté Munshi, Hafiz Abdul Karim ». La reine vieillissante n'a pas confiance dans sa famille et la maison royale pour s'occuper du Munshi après sa disparition, et cherche à assurer son avenir. Lansdowne répond que des concessions ne sont attribuées qu'aux soldats, et seulement dans des cas de service long et méritoire. Néanmoins, le vice-roi est d'accord pour lui trouver une concession qui assurerait à Karim un revenu d'environ 600 roupies par an, le même montant que pourrait s'attendre à avoir un vieux soldat après une carrière exceptionnelle. Victoria écrit à plusieurs reprises à Lansdowne entre juillet et octobre, faisant pression sur lui pour trouver la terre. En dehors de friches, le gouvernement contrôle peu de terres près d'Agra. Lansdowne a donc du mal à trouver un terrain approprié. Le 30 octobre, le Munshi quitte Balmoral pour quatre mois de congé en Inde, voyageant sur le même bateau que Lady Lansdowne. Le même jour, lord Lansdowne envoie un télégramme à la reine pour lui faire savoir que l'octroi d'une terre dans la banlieue d'Agra a été réglé. Lansdowne en informe ainsi la reine :

« ... tout récemment un homme qui, au péril de sa vie et sous un feu nourri, a contribué à prendre la porte du Cachemire à Delhi lors d'une mutinerie, a reçu pour sa retraite, une concession terrestre à vie lui rapportant seulement 250 roupies. Abdul Karim, à 26 ans, a reçu une concession perpétuelle qui représente un revenu de plus du double en reconnaissance de ses services en tant que serviteur de Votre Majesté. »

Lansdowne visite Agra en novembre 1890. Il y rencontre le Munshi et Lansdowne s'arrange pour que Karim soit assis avec son équipe au cours d'un darbâr. Lansdowne reçoit Munshi et son père en privé tandis que Lady Lansdowne rencontre son épouse et sa belle-mère, qui sont rentrées en secret dans le camp du vice-roi au mépris des règles du purdah.

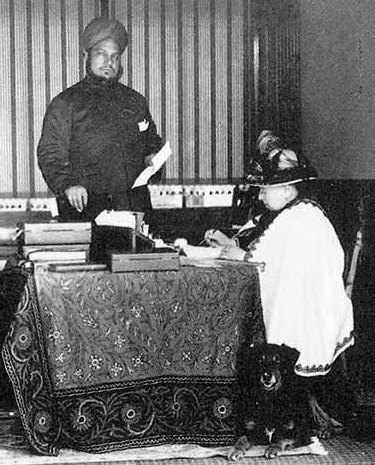
Photographie de la reine Victoria et de son serviteur Abdul Karim en 1897.

En 1891, après son retour en Grande-Bretagne, Karim demande à Reid d'envoyer à son père une grande quantité de médicaments, dont de la strychnine, de l'hydrate de chloral, de la morphine, et beaucoup d'autres substances toxiques. Reid calcule que les quantités demandées sont largement suffisantes pour tuer de 12 000 à 15 000 adultes ou un nombre infiniment plus grand d'enfants et par conséquent refuse. Reid persuade la reine que les produits soient achetés à ses frais par les autorités compétentes en Inde. En juin 1892, Waziruddin visite la Grande-Bretagne et séjourne aux châteaux de Balmoral et de Windsor. Il prend sa retraite couvert d'honneurs le 1er janvier 1894. Il reçoit, à la satisfaction de Victoria, le titre de Khan Bahadur, titre dont Lansdowne note « que, dans des circonstances ordinaires, le Docteur n'aurait pas pu oser l'espérer ».
En mai 1892, le Munshi retourne en congé en Inde pour six mois ; à son retour, son épouse et sa belle-mère l'accompagnent. Les deux femmes sont enveloppées de la tête aux pieds et voyagent dans des compartiments de chemin de fer aux rideaux tirés. Victoria écrit : « les deux dames indiennes ... qui sont, je crois, les premières femmes musulmanes entièrement voilées qui soient jamais venues ici ... gardent leur coutume de solitude complète et sont entièrement couvertes quand elles sortent, sauf les trous pour leurs yeux ». En tant que femme, Victoria peut les voir sans voiles. Le Munshi et sa famille sont logés dans des villas, à Windsor, Balmoral et Osborne, la résidence de la reine sur l'île de Wight. Victoria leur rend visite régulièrement, accompagnée habituellement d'invitées féminines, comme l'impératrice de Russie et la princesse de Galles pour leur tenir compagnie. Une des femmes qui leur a rendu visite, Marie Mallet, demoiselle d'honneur de la reine et épouse du fonctionnaire Bernard Mallet, note :

« Je viens de voir la femme du Munshi (sur commandement royal). Elle est grosse mais pas laide, elle a un teint délicat chocolat et est magnifiquement vêtue, a des bagues aux doigts, des anneaux au nez, un miroir de poche orné de turquoises sur son pouce et partout où c'est possible sur sa personne elle a des colliers, des bracelets et des boucles d'oreille. Elle porte un voile rose bordé d'or sur la tête et un splendide drapé en soie et en satin autour d'elle. Ses connaissances en anglais sont limitées... »

Le docteur Reid n'a jamais vu Mme Karim sans son voile, mais il affirme que chaque fois qu'il a été amené à l'examiner, une langue différente saillait de derrière son voile pour se faire inspecter.
En 1892, le nom du Munshi commence à apparaître dans la circulaire de la Cour parmi les noms des fonctionnaires qui accompagnent la reine lors de son voyage annuel sur la Riviera française en mars. Comme d'habitude, en 1892, Victoria passe Noël à Osborne House, où le Munshi, comme il l'a fait les années précédentes, participe à des tableaux vivants organisés comme divertissements. L'année suivante, pendant les vacances annuelles de Victoria en Europe continentale, il est présenté au roi Humbert Ier d'Italie. Un journal de l'époque écrit : « le roi ne comprend pas pourquoi ce magnifique et imposant hindou devrait lui être officiellement présenté. L'idée populaire en Italie est que le Munshi est un prince indien captif, qui est promené par la reine comme un signe extérieur et visible de la suprématie de Sa Majesté en Orient ».
En 1893, Victoria envoie des notes à Karim signées en ourdou. Elle signe souvent ses lettres à Karim par « votre mère attentionnée, VRI » ou « votre mère dévouée et très aimante, VRI ».

### Voyages et jubilé
Le Munshi est perçu comme profitant de sa position de favori de la reine, et d'outrepasser son statut d'employé subalterne, ce qui provoque le ressentiment de la Cour. Au cours d'un voyage en Italie, il fait paraitre une annonce dans la Gazette de Florence où il déclare qu'il « appartient à une bonne et très respectueuse famille [sic] ». Karim refuse de voyager avec les autres Indiens et s'approprie la salle de bain des femmes de ménage pour son usage exclusif. Lors d'une visite à Cobourg, il refuse d'assister au mariage de la petite-fille de la reine, la princesse Victoria Mélita de Saxe-Cobourg-Gotha, parce que le père de la mariée, le fils de la reine, Alfred Ier de Saxe-Cobourg-Gotha lui a assigné une place dans la galerie avec les employés. Face à l'opposition de sa famille et des membres de la Cour, la reine défend son favori. Elle écrit à son secrétaire privé, Sir Henry Ponsonby : « ... pour lui faire remarquer que ce pauvre bon Munshi est si mal traité que c'en est vraiment scandaleux et, dans un pays comme l'Angleterre, tout à fait inapproprié... Elle a connu deux archevêques qui étaient respectivement fils de boucher et d'épicier ... Le père d'Abdul a effectué un bon et honorable emploi à son service comme médecin & il [Karim] a le cœur fendu d'être traité ainsi ».
Le mandat de Lord Lansdowne prend fin en 1894 et il est remplacé par Lord Elgin. Frédéric Ponsonby, le fils de Sir Henry Ponsonby, est affecté comme aide-de-camp d'Elgin pendant une courte période avant d'être nommé écuyer de la reine. Victoria demande à Frédéric de rendre visite à Waziruddin, le « chirurgien en chef » d'Agra. À son retour en Grande-Bretagne, Frédéric dit à Victoria que Waziruddin « n'est pas le chirurgien en chef de la ville, mais seulement le pharmacien de la prison », ce que Victoria refuse énergiquement de croire, estimant que Frédéric « ne doit pas avoir vu la bonne personne ». Pour marquer son mécontentement, Victoria cesse d'inviter Frédéric à dîner pendant un an.
À Noël 1894, le Munshi envoie à lord Elgin une carte de vœux, qui au grand désarroi de Victoria reste sans réponse. Par l'intermédiaire de Frédéric Ponsonby, elle se plaint du comportement d'Elgin, qui lui répond qu'il n'a « pas supposé qu'une réponse soit nécessaire, ou que la reine se soit attendue à ce qu'il en envoie une », soulignant « l'impossibilité dans laquelle est un vice-roi indien d'entrer en correspondance avec ce genre de personne ».
Frederick écrivit à Elgin en janvier 1895 que Karim était profondément impopulaire à la Cour et qu'il y occupait « largement la même position que John Brown en son temps ». Les princesses Louise et Béatrice, le prince Henri de Battenberg, le Premier ministre Lord Rosebery et le Secrétaire d'État à l'Inde Henry Fowler ont tous exprimé des inquiétudes à propos de Karim auprès de la reine, qui « refusa d'écouter ce qu'ils avaient à lui dire mais fut très en colère, comme si le Munshi est une sorte d'animal familier, comme un chien ou un chat auquel la reine ne renoncera pas de son plein gré ». Elgin est averti par Posonby et le Bureau de l'Inde que la reine donne ses lettres à lire au Munshi, et qu'en conséquence sa correspondance ne doit pas être de nature confidentielle. Les conseillers de Victoria craignent une association entre Karim et Rafiuddin Ahmed, un activiste politique indien lié à la Ligue patriotique musulmane. Ils suspectent Ahmed d'avoir extrait des informations confidentielles par le biais de Karim afin de les transmettre à l'émir d'Afghanistan Abdur Rahman Khan. Rien n'indique que ces craintes aient été fondées ou que le Munshi s'est montré indiscret.
Pendant les vacances annuelles de la reine sur la Riviera française en mars 1895, la presse locale fait paraître des articles sur Le Munchy, secrétaire indien et le professor (sic) de la Reine, lesquels, selon Frederick Ponsonby, se font à l'instigation de Karim. Lors des festivités données à l'occasion de l'anniversaire de la reine en 1895, Karim se voit élever au statut de Compagnon de l'Ordre de l'Empire des Indes (Companion of the Order of the Indian Empire, abrégé en CIE), en dépit de l'opposition de Rosebery et de Fowler. Tyler s'étonne de l'élévation accordée à Karim quand il visite l'Angleterre le mois suivant.

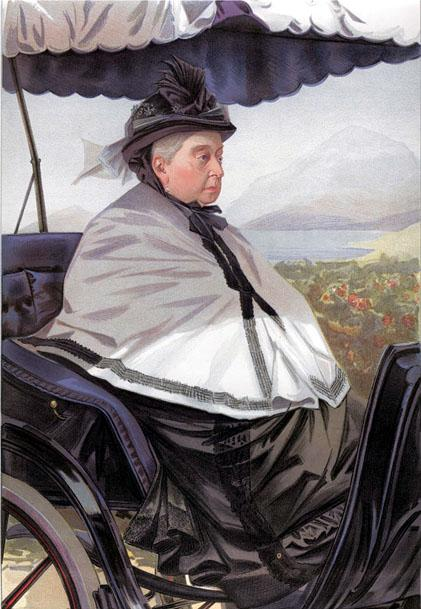
Caricature de Victoria dans un supplément de la revue britannique Vanity Fair paru à l'occasion du Jubilé de diamant de la reine le 7 juin 1897.

Après les élections générales britanniques de 1895, Rosebery et Fowler sont remplacés respectivement par Lord Salisbury et George Francis Hamilton. Hamilton pense que Karim n'est pas aussi dangereux que le supposent certains mais qu'il s'agit d'un « homme stupide, et [qu']à ce titre il pourrait devenir un outil entre les mains d'autres hommes ». Début 1896, Karim retourne en Inde pour six mois de congé ; Hamilton et Elgin le font placer sous surveillance « discrète ». Ils n'osent pas agir trop ouvertement de peur que le Munshi ne s'en aperçoive et ne s'en plaigne à la reine. En dépit de leurs craintes que Karim n'entre en contact avec des agents hostiles, son séjour chez lui semble s'être avéré paisible.
Il quitte Bombay pour la Grande-Bretagne en août 1896, et ramène avec lui son jeune neveu, Mohammed Abdul Rashid. Parce que Karim n'a pas d'enfant, la reine Victoria arrange un examen médical de l'épouse du Munshi par une femme médecin en décembre 1893, car le couple tente de concevoir un enfant sans succès depuis quelque temps. En 1897, selon Reid, Karim est atteint de gonorrhée.
En mars 1897, alors que les membres de la Cour se préparent à partir pour Cimiez à Nice en vue de la visite annuelle de la reine, ils insistent pour que Karim ne soit pas du voyage et décident de démissionner s'il vient. Quand Harriet Phipps, l'une des dames d'honneur de la reine, l'informe de leur décision, la reine, furieuse, renverse par terre les objets qui se trouvent sur son bureau. La Cour fait marche arrière, mais les vacances sont marquées par un ressentiment et des disputes multipliées entre la reine et la Cour. Elle estime que leur défiance et leur inimitié envers Karim ont pour cause leur « biais raciste » et leur jalousie. Quand Rafiuddin Ahmed rejoint Karim à Cimiez, la cour le force à repartir, ce que Victoria juge « disgracieux », et elle ordonne au Premier ministre d'envoyer des excuses à Ahmed, excuses qui allèguent qu'il n'a été exclu que parce qu'il a écrit des articles dans la presse et que les journalistes ne sont pas autorisés pour ce séjour. Ponsonby écrivit fin avril : « il se trouve que [le Munshi] est un homme profondément stupide et dépourvu d'éducation, et sa seule conception de la vie semble consister à ne rien faire et à manger autant qu'il le peut ». Reid prévient la reine que son attachement envers Karim pourrait donner lieu à des remises en cause de sa santé mentale, et Hamilton télégraphie à Elgin pour lui demander davantage d'informations sur le Munshi et sa famille dans l'espoir de les discréditer. Quand il reçoit la réponse où Elgin explique qu'ils sont « respectables et fiables... mais issus d'une famille d'extraction modeste », Hamilton conclut : « le Munshi n'a rien fait à ma connaissance qui soit répréhensible ou qui mérite une restriction officielle... des enquêtes ne seraient pas correctes, à moins qu'elles ne soient en lien avec quelque motif d'accusation bien défini ». Il autorise, toutefois, davantage d'investigations au sujet de « l'intrigant mahométan nommé Rafiuddin ». Rien n'est jamais prouvé contre Ahmed, qui devient par la suite un membre officiel de la Présidence de Bombay et fait chevalier en 1932. L'effet de la dispute, selon Hamilton, est de « le remettre [le Munshi] à sa modeste place, et son influence ne sera plus la même à l'avenir ».
Après les troubles qui pèsent sur la position du Munshi en 1897, la reine Victoria cherche à le rassurer. « J'ai, dans mes arrangements testamentaires, assuré votre confort », lui écrit-elle, « et j'ai constamment pensé du bien de vous. La longue lettre que je joins et qui a été écrite il y a un mois est entièrement et seulement ma propre idée, aucun être humain ne saura jamais rien d'elle ou de ce que vous m'y répondrez. Si vous ne parvenez pas à la lire je vous aiderai et la brûlerai ensuite immédiatement ». Elle déclare à Reid que ces querelles ont causé de la fatigue à elle et au Munshi, ce que, dans sa réponse, il estime improbable dans le cas du second, « à en juger par son apparence robuste et sa corpulence inaltérée ». Lord Salisbury affirme à Reid qu'il trouve cela improbable dans le cas de la reine, et qu'elle apprécie secrètement les disputes car elles sont « la seule forme d'excitation à laquelle elle a accès ».
Reid semble s'être joint aux autres membres de la cour dans leurs plaintes au sujet du Munshi, car la reine lui écrit : « Je pensais que vous vous placiez entre eux et moi, mais à présent je sens que vous rendez le même son de cloche que le reste ». En 1899, les membres de la cour insistent de nouveau pour que Karim n'accompagne pas le cortège royal lorsque la reine prend ses vacances annuelles à Cimiez. Elle fait rester dûment Karim à Windsor, puis, lorsque le groupe s'est établi à l'hôtel Excelsior Regina, elle lui télégraphie de les rejoindre.

### Les dernières années
Fin 1898, Karim finalise l'achat d'une parcelle de terrain adjacente à celle qui lui a été donnée ; il est devenu un homme riche. Reid écrit dans son journal qu'il a remis en cause Karim au sujet de ses manœuvres financières : « Vous avez dit à la reine qu'en Inde on ne donne aucun reçu en échange des sommes d'argent, et que de ce fait vous n'aviez pas à en donner à Fleetwood Edwards [le Gardien de la bourse privée de la reine]. C'est un mensonge et cela signifie que votre intention est de duper la reine. ». Le Munshi dit à la reine qu'il donnerait des reçus en réponse à ces allégations, et Victoria écrit à Reid pour réfuter ces accusations en les qualifiant de « honteuses ».
Karim demande à Victoria d'être élevé au titre de nawab, l'équivalent indien d'un pair, et de lui accorder le rang de Chevalier commandeur de l'Ordre de l'Empire des Indes (abrégé en KCIE en anglais), ce qui ferait de lui « Sir Abdul Karim ». Elgin, horrifié, suggère à la place que Victoria fasse de Karim un Membre de l'Ordre royal de Victoria (ce qui est un don personnel de sa part), n'accorde aucun titre et aurait eu peu d'implications politiques en Inde. Sir Fleetwood Edwards et Lord Salisbury se déclarent opposés même au moindre de ces deux titres. Néanmoins, en 1899, lors de la célébration de son 80e anniversaire, Victoria fait de Karim un Commandeur de l'Ordre de Victoria (CVO), rang intermédiaire entre ceux de Membre et de Chevalier.
Le Munshi retourne en Inde pour un an en novembre 1899. Waziruddin, décrit comme un « vieux gentilhomme de cour » par George Curzon, qui a remplacé Elgin en tant que vice-roi dans l'intervalle, meurt en juin 1900. Lorsque Karim revient en Grande-Bretagne en novembre 1900, Victoria a nettement pris de l'âge, et sa santé décline. Trois mois plus tard, la souveraine meurt.

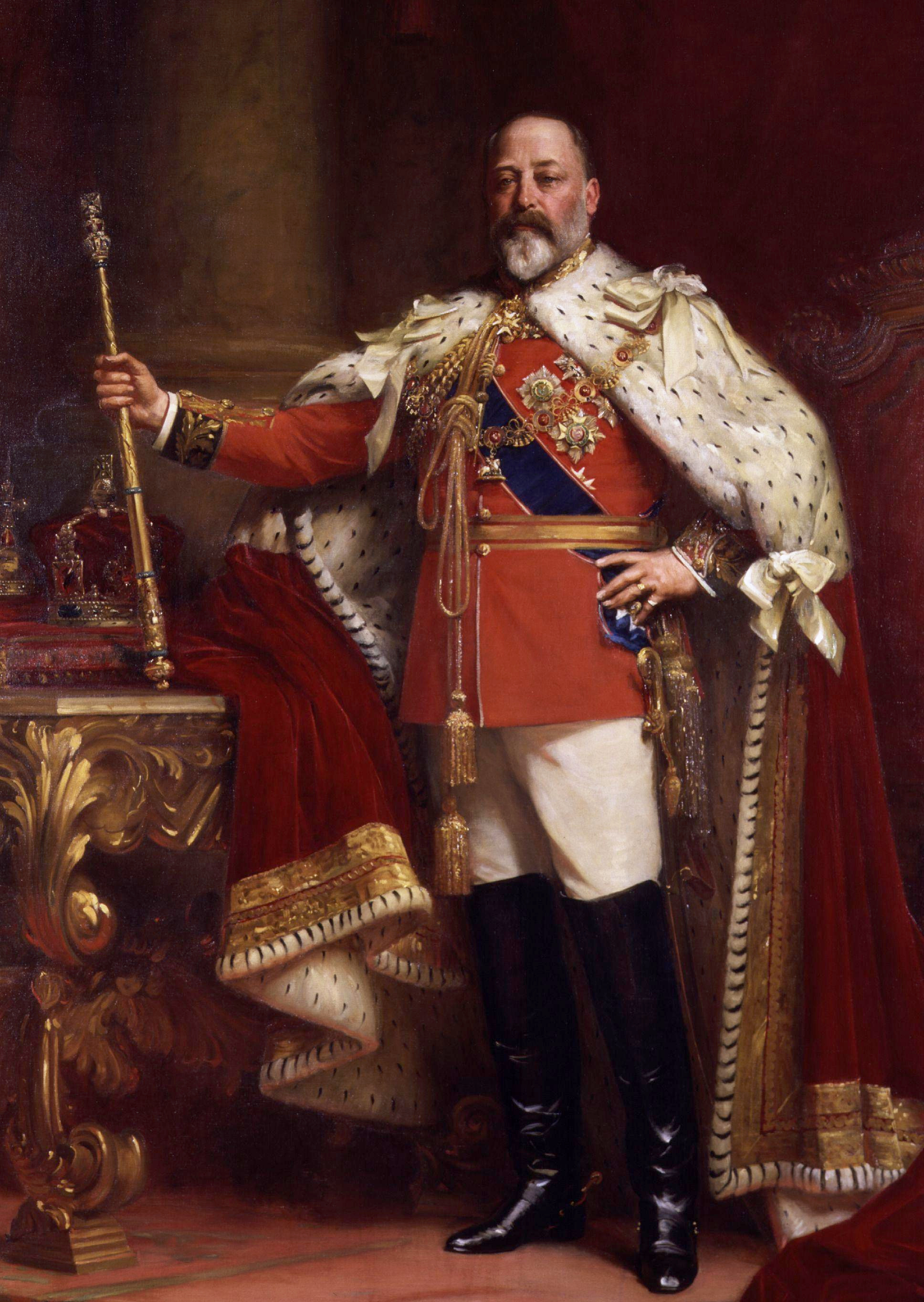
Le roi Édouard VII en tenue de couronnement peint par Luke Fildes en 1901 (copie faite en 1902).

Après la mort de Victoria, son fils, Édouard VII, congédie de la cour le Munshi et ses proches et les fait renvoyer en Inde. Cependant, Édouard accorde au Munshi d'être le dernier à contempler le corps de Victoria avant que son cercueil ne soit refermé et de participer au cortège funèbre. La presque totalité de la correspondance entre Karim et Victoria est brûlée sur ordre d'Édouard. Mary Curzon (en) écrit le 9 août 1901 :

« Charlotte Knollys (en) me dit que le démon Munshi qui avait tant effrayé la Cour à Windsor pendant de nombreuses années s'est avéré être une farce ridicule, puisque le pauvre homme avait non seulement dû renoncer à toutes ses lettres mais aussi aux photographies signées par la reine et était retourné en Inde comme un chien battu. Tous les serviteurs indiens sont repartis de sorte qu'il n'y a pas de tableau oriental ni d'étrangeté d'Orient à la cour. »

En 1905-1906, George, prince de Galles, fait une visite en Inde et écrit au roi depuis Agra : « Dans la soirée nous avons vu le Munshi. Il n'a pas embelli et devient gros. Je dois dire qu'il s'est montré très poli et humble et réellement content de nous voir. Il portait son C.V.O. dont je n'avais pas idée qu'il l'eût obtenu. On m'a dit qu'il mène une vie tranquille et ne pose aucun problème. ».
Le Munshi meurt dans sa maison, Karim Lodge, sur ses terres à Agra en 1909. Il laisse deux veuves et est enterré dans un mausolée en forme de pagode au cimetière Panchkuin Kabaristan à Agra, près de son père.
Conformément aux instructions d'Édouard VII, le Commissionnaire d'Agra, W. H. Cobb, fait une visite à Karim Lodge pour y retrouver toute correspondance restante entre le Munshi et la reine ou la Cour ; ces documents sont confisqués et envoyés au roi. Le vice-roi (qui est à ce moment-là Lord Minto), le lieutenant-gouverneur John Hewitt et les serviteurs civils du Bureau de l'Inde désapprouvent cette confiscation et demandent la restitution des lettres. Finalement, le roi en fait renvoyer quatre, à la condition qu'elles lui seraient réexpédiées à la mort de la première épouse du Munshi. La famille de Karim garde secrets son journal ainsi qu'une partie de sa correspondance de l'époque jusqu'en 2010, où les documents sont rendus publics.

## Postérité
Comme le Munshi n'a pas d'enfant, ses neveux et ses petits-neveux héritent de sa fortune et de ses propriétés. La famille du Munshi demeure à Agra jusqu'à l'indépendance de l'Inde et la partition du pays en août 1947, après quoi elle émigre au Pakistan. Le domaine, y compris Karim Lodge, est saisi par le gouvernement indien et réparti parmi des réfugiés hindous venus du Pakistan. La moitié de Karim Lodge est par la suite divisée en deux résidences individuelles, tandis que l'autre moitié devient une maison de retraite et un cabinet médical.
Jusqu'à la parution des mémoires de Frederick Ponsonby en 1951, il y a peu de matériel biographique au sujet du Munshi. Les recherches universitaires portant sur sa vie et sur sa relation avec la reine Victoria commencent dans les années 1960 ; elles se concentrent sur le Munshi en tant qu'« exemple des discriminations fondés sur le racisme et sur les classes sociales dans l'Angleterre victorienne ». L'écrivaine Mary Lutyens (en), dans son édition du journal de sa grand-mère Edith (qui était l'épouse de Robert Lytton, vice-roi des Indes de 1876 à 1880), conclut : « Bien qu'on puisse comprendre l'aversion dont le Munshi fut l'objet, comme c'est presque toujours le cas des favoris […] on ne peut s'empêcher de songer que la répugnance avec laquelle il était considéré par la cour avait pour causes en bonne partie le snobisme et des préjugés racistes ». Elizabeth Pakenham, biographe de la reine Victoria, a écrit : « Abdul Karim mit en branle une fois de plus cette même imagination royale qui avait magnifié les vertus de John Brown... Cependant, cela insinua jusque parmi ses confidents une personne inférieure, tout en accroissant l'infatuation de la nation envers un rêve inférieur, le rêve de l'empire colonial ».
Les historiens sont d'accord avec les soupçons nourris par la cour de Victoria selon lesquels le Munshi a influencé les opinions de la reine sur les sujets touchant à l'Inde, et l'a conduite à favoriser les musulmans au détriment des hindous. Mais les soupçons selon lesquels il transmettait des informations à Rafiuddin Ahmed sont infondés. Victoria a affirmé : « aucun papier politique d'aucune sorte ne se trouve jamais entre les mains du Munshi, même en ma présence. Il se contente de m'aider à lire des mots que je ne peux pas lire ou de simples soumissions ordinaires concernant des mandats à signer. Il ne lit pas assez bien l'anglais pour être capable de lire quoi que ce soit d'important ». En conséquence, les historiens considèrent comme improbable qu'il aurait pu influencer la politique indienne du gouvernement britannique ou fournir des informations utiles à des activistes musulmans.

## Dans la fiction
Le film Confident royal, du réalisateur britannique Stephen Frears, sorti en 2017, avec Ali Fazal dans le rôle du Munshi et Judi Dench dans le rôle de la reine Victoria, propose une évocation fictionnelle de la relation entre la reine et Abdul Karim sous la forme d'une comédie dramatique légère. Apprécié pour la performance d'actrice de Judi Dench et le soin apporté à sa mise en scène, le film s'est attiré des critiques variées et parfois mitigées en raison des libertés qu'il prend avec la réalité historique dans l'idéalisation du personnage de la reine Victoria et le portrait d'Abdul souvent considéré comme trop plat.

### Filmographie
- (en) Queen Victoria's Last Love, documentaire réalisé par Rob Coldstream, produit pour la chaîne Channel 4, 2012.